# Mappa do Coração (álbum de Vozes da Rádio)
Mappa do Coração é o segundo álbum do quinteto vocal do Porto, Vozes da Rádio gravado e editado dois anos depois do disco de estreia “Bruxas, Heróis e Males d’Amor”.
Formado maioritariamente por originais compostos por Mário Alves e Jorge Prendas este é o primeiro trabalho gravado em quinteto depois da saída de Nuno Aragão em Abril de 1996, menos de um ano após a edição do primeiro disco. Contem 17 faixas e a participação de vários convidados.
Gravado integralmente na cidade do Porto nos estúdios Fortes & Rangel por Noel Haris, engenheiro de som inglês que as Vozes conheceram durante as gravações de “Alma”, trabalho da Ala dos Namorados em que as Vozes colaboraram. Noel trazia no seu currículo trabalho com grupos e artistas como os Queen, David Bowie, Paul McCartney, Cult ou Heroes del Silencio além da já citada Ala dos Namorados ou ainda Rui Veloso. Noel foi assistido por Pedro Rangel e por Joaquim Azevedo. O disco foi masterizado em Londres no Concept Mastering Studio por Keith Bessey e Noel Haris.
A capa e todo o design são da responsabilidade de Pedro Almeida, também responsável pelo design do primeiro cd das Vozes. As fotografias do booklet são da responsabilidade de Pedro Lobo.
O lançamento foi em Outubro de 1997 num concerto no CCB, a que se seguiram vários concertos um pouco por todo o país.

## Antes da gravação
As Vozes da Rádio, que conseguiram notoriedade com a sua versão a capella do tema “Índios da Meia-Praia” lançado no disco de homenagem a Zeca Afonso “Filhos da Madrugada”, partiram para este trabalho com um reconhecimento consensual entre a crítica, que destacou o seu primeiro disco como um dos melhores de 1995. Ainda assim e do ponto de vista comercial, o primeiro disco não foi um sucesso que levou a que, por parte da editora, se insistisse em fazer um segundo disco mais acessível e com a inclusão de mais versões. As Vozes resistiram a esta intenção mas incluíram neste trabalho três versões, uma das quais do tema “Dunas” dos GNR e que acabou por ser o primeiro single. O disco tem uma grande parte de temas escritos por Mário Alves e Jorge Prendas. A dupla Alves-Prendas inicia neste disco uma colaboração que se mantém até hoje com dezenas de temas assinados em conjunto, a maior parte para as Vozes da Rádio.
Na preparação para o disco, as Vozes da Rádio decidiram que gostariam de ter neste trabalho convidados com quem tinham não só afinidades artísticas como também pessoais. Daí a presença de Rui Veloso (com quem as Vozes tinham já feito vários concertos, com destaque para a digressão a Macau no âmbito do Festival de Música de Macau), Gaiteiros de Lisboa, Sara Tavares, Manuel Luís Goucha, Walter Mateus no violoncelo em Hoje (O Corvo) e um quarteto de cordas dirigido por Cesário Costa que interpretou um arranjo escrito pelo compositor Fernando Lapa.
Em Janeiro de 97 numa reunião no Porto as Vozes da Rádio apresentaram a Tozé Brito, responsável pela editora BMG e a Carlos Tê, um dos produtores escolhidos pelas Vozes, perto de quarenta temas de onde saíram as canções que acabaram por fazer parte do “Mappa do Coração”.

## Gravação
As Vozes da Rádio escolheram para produção e gravação deste segundo trabalho o trio composto por Mário Barreiros, Carlos Tê e José Nogueira, responsáveis pelos estúdios Casbah e que na altura trabalhavam em conjunto em discos como os dos Clã ou Ornatos Violeta. José Nogueira tinha aliás sido o produtor do primeiro disco das Vozes. A pouca disponibilidade do trio em avançar rapidamente para as gravações e a pouca vontade das Vozes em trabalhar apenas com um dos três elementos fez com que o quinteto optasse por assumir a produção do disco, contratando um engenheiro de som com experiência na captação de vozes. Noel Haris foi o escolhido, em parte pela empatia que criou com as Vozes durante a gravação de “Alma” da Ala dos Namorados, mas também pelo seu trabalho com os Queen, sobretudo nos últimos álbuns deste grupo, onde conviveu com as harmonias vocais tão características desta banda britânica. As gravações decorreram no Porto, nos históricos estúdios Fortes & Rangel durante o mês de Abril de 1997 num excelente ambiente entre todos os intervenientes: músicos, técnicos e em especial Noel Haris que rapidamente se adaptou à vida e à comida portuguesa.

## Composição e estilo
Mappa do Coração, para alguns dos admiradores das Vozes considerado como o melhor do quinteto, caracteriza-se por um conjunto de canções bem conseguido, onde o humor convive com temas mais sérios, sejam reflexões sobre a velhice, o divórcio ou o amor. Mário Alves assina a maior parte dos textos e músicas e faz dupla com Jorge Prendas em cinco temas ficando para este a responsabilidade da composição. Há ainda três versões: Dunas, tema dos GNR, Leãozinho, de Caetano Veloso, ambos com arranjo de Jorge Prendas e South American Way, tema que ficou célebre na voz de Carmen Miranda, que teve arranjo de Mário Alves. Como no trabalho anterior as Vozes da Rádio recorreram pontualmente a instrumentos. Jorge Prendas toca piano em Hoje (O Corvo) e Mário Alves em Para Te Ter Aqui (na versão com Sara Tavares), Valsa dos Sem Isqueiro tem um solo de acordeão de Faria da Silveira, Noutra Geração conta com a participação de um quarteto de cordas com arranjo de Fernando Lapa e Rui Vilhena tocou guitarra em Tudo em Nome de Ti. O separador Exmos. Srs. resultou de uma noite em que as Vozes reuniram vários amigos em estúdio criando um ambiente de cabaret, onde Noel Haris canta um excerto de À Espera (O Velho) e onde as Vozes trocam de instrumentos tendo por exemplo Rui Vilhena tocado piano e Ricardo Fráguas guitarra.

## Lançamento e recepção
Em Julho de 1997 foi lançado o primeiro single “Dunas” que permaneceu no top da RFM durante o verão desse ano, facto inédito na carreira das Vozes até então. Em Setembro foi lançado o tema “Tudo em nome de ti” um original de Mário Alves que conta com a guitarra de Rui Vilhena. O lançamento oficial do disco deu-se em Outubro de 1997 num concerto para imprensa, e não só, realizado no pequeno auditório do Centro Cultural de Belém. Curiosamente, muitos anos depois, as Vozes da Rádio souberam pelo próprio, que Ricardo Araújo Pereira esteve nesse concerto de apresentação do "Mappa do Coração" por ser admirador das harmonias e humor do quinteto.
A crítica dividiu-se nas apreciações ao disco. Enquanto alguma apontava este disco como um disco mais simples e mais imediato, recorrendo a figuras da pop conhecidas, outra destacava a qualidade dos arranjos e dos originais.

## Curiosidades
- O tema “Para te ter aqui” tem duas versões: uma com Sara Tavares e com piano; outra, a cappella, com Rui Veloso;

- “Moçoila (Toada)” é um dos temas que tem várias versões de tunas universitárias, sendo talvez a canção das Vozes mais tocada;

- Os pianos foram gravados no Fórum da Maia, na única sessão fora de estúdio. Nesse mesmo dia Noel Haris gravou as Vozes ao vivo em palco mas o resultado dessa gravação nunca foi editado;

- No dia em que “Tudo em Nome de Ti” foi gravado, Jorge Prendas teve um acidente de carro pelo que não participou na gravação deste tema;

- Vários amigos das Vozes da Rádio passaram pelos estúdios nas gravações. Nayma Mingas foi uma delas e aparece nas fotos que integram o booklet do cd; O nome do álbum bem como a capa surgiram a partir de uma colecção de postais da mãe do Jorge Prendas. Esses mesmos postais foram reimpressos como material promocional por alturas do lançamento do disco;

## Faixas
| N.º            | Título                             | Compositor(es)                                                        | voz principal              | Duração |  |
| 1.             | "Tudo em Nome de Ti"               | M. Alves arr. vocal M. Alves                                          | Mário Alves                | 3:55    |  |
| 2.             | "Valsa dos Sem Isqueiro"           | J. Prendas, M. Alves arr. vocal J. Prendas                            | Mário Alves                | 2:47    |  |
| 3.             | "Hoje (O Corvo)"                   | J. Prendas, M. Alves arr. vocal J. Prendas                            | Mário Alves                | 4:00    |  |
| 4.             | "Noutra Geração"                   | J. Prendas, M. Alves arr. vocal J. Prendas arr. cordas F. Lapa        | Rui Vilhena                | 3:30    |  |
| 5.             | "Somos Filhos do Céu"              | M. Alves arr. vocal M. Alves                                          | Mário Alves                | 4:12    |  |
| 6.             | "Subir, Subir"                     | M. Alves arr. vocal M. Alves                                          | Gaiteiros de Lisboa        | 3:16    |  |
| 7.             | "Dunas"                            | T. C. Machado, A. Soares, J. Romão, R. Reininho arr. vocal J. Prendas | Ricardo Fráguas            | 3:45    |  |
| 8.             | "Para te ter aqui"                 | M. Alves arr. vocal M. Alves                                          | Sara Tavares e Mário Alves | 3:44    |  |
| 9.             | "Moçoila (Toada)"                  | M. Alves arr. vocal M. Alves                                          | Mário Alves                | 3:07    |  |
| 10.            | "Margarida (eu por ti...)"         | M. Alves arr. vocal M. Alves                                          | Mário Alves                | 3:27    |  |
| 11.            | "Leãozinho"                        | C. Veloso arr. vocal J. Prendas                                       | Jorge Prendas              | 2:47    |  |
| 12.            | "À Espera (O Velho)"               | M. Alves, arr. vocal J. Prendas                                       | Vozes da Rádio             | 3:27    |  |
| 13.            | "Exmos. Srs."                      | M. Alves                                                              | Manuel Luís Goucha         | 0:58    |  |
| 14.            | "Na Casa das Sobrinhas Solitárias" | J. Prendas M. Alves, arr. vocal J. Prendas                            | Mário Alves                | 2:21    |  |
| 15.            | "South American Way"               | J. McHugh A. Dubin, arr. vocal M. Alves                               | Vozes da Rádio             | 1:33    |  |
| 16.            | "Armas brancas e negras"           | J. Prendas M. Alves, arr. vocal J. Prendas                            | António Miguel             | 3:47    |  |
| 17.            | "Para te ter aqui"                 | M. Alves, arr. vocal M. Alves                                         | Rui Veloso                 | 3:20    |  |
| Duração total: | Duração total:                     | Duração total:                                                        | Duração total:             | 55:10   |  |

## Membros
Banda
- Tiago Oliveira
- Jorge Prendas
- Rui Vilhena
- António Miguel
- Ricardo Fráguas

Músicos convidados e equipe técnica
- Rui Veloso - Voz
- Sara Tavares - voz
- Gaiteiros de Lisboa - Gaita de foles, Trompa, Percussões e Vozes
- Faria da Silveira - Acordeão
- Noel Haris - gravação e mistura
- Pedro Rangel - assistente de gravação
- Joaquim Azevedo - assistente de gravação

- Pedro Almeida - design